# بیلی هاتون
بیلی هاتون (انگلیسی: Billy Houghton؛ زادهٔ ۲۰ فوریهٔ ۱۹۳۹) بازیکن فوتبال اهل بریتانیا است.
از باشگاه‌هایی که در آن بازی کرده‌است می‌توان به باشگاه فوتبال روترهام یونایتد، باشگاه فوتبال بارنزلی، باشگاه فوتبال ایپسویچ تاون، باشگاه فوتبال واتفورد، و باشگاه فوتبال لستر سیتی اشاره کرد.